# Пролетарский (Кущёвский район)
Пролета́рский — хутор в Кущёвском районе Краснодарского края.
Входит в состав Первомайского сельского поселения.

## География
Хутор расположен в северной части Приазово-Кубанской равнины.

## Население
| 2002 | 2010 |
| ---- | ---- |
| 329  | ↘298 |

## Улицы
| - ул. Восточная, - ул. Западная, - ул. Коммунальная, - ул. Прифермерская, | - ул. Северная, - ул. Центральная, - ул. Школьная. |